# Mandy Smith
Mandy Smith (n. 17 iulie 1970  în Londra, ca Amanda Louise Smith) a fost o cântăreață și fotomodel britanic.

## Date biografice
Smith a început să apară deja la vârsta de 13 ani în scandalurile din presă, deoarece se afla într-o relație cu muzicianul Bill Wyman care avea 47 de ani. La data de 2 iunie 1989 se căsătorește cu Bill, de care se va despărți după 2 ani. Mandy Smith lucrează ca model în anul 1987 va publica primul ei albumul muzical la casa de discuri "Stock Aitken și Waterman". Cântecele ei mai cunoscute în Germania sunt: I Just Can't Wait, Positive Reaction (1987), Boys and Girls și Victim of Pleasure (1988). În Marea Britanie, din cauza scandalului cu Bill Wyman, nu va fi acceptată de publicul englez. Emisiunile de radio sau TV, în care ea apare fiind frecvent boicotate. În schimb se bucură de popularitate largă în Scandinavia și Japonia cu șlagărele Got to Be Certain, Don't You Want Me Baby. În anul 1993 se căsătorește cu fotbalistul Pat van den Hauwe, nici această căsătorie nu va dura mult. Are un fiu cu Ian Mosby, cu care n-a fost căsătorită niciodată. Smith trăiește în prezent cu fiul ei în Manchester.

## Discografie

### Albume
- Mandy (1988)
- Mandy (versiune nouă) (2009)

### Cântece
- I Just Can't Wait (1987) D #14, CH #16, UK #91, NO #9
- Positive Reaction (1987) D #39, CH #11
- Boys and Girls (1988) D #23, CH #4
- Say It's Love (Love House) (Promo) (1988)
- Victim of Pleasure (1988) D #49, CH #28, UK #93
- Don't You Want Me Baby (1989) UK #59
- I Just Can't Wait ('92 Remixes) (1992)
- I Just Can't Wait ('95 Remixes) (1995)